# Ковалюв (Нижньосілезьке воєводство)
Ковалюв (пол. Kowalów) — село в Польщі, у гміні Вйонзув Стшелінського повіту Нижньосілезького воєводства.
Населення — 264 особи (2011).
У 1975-1998 роках село належало до Вроцлавського воєводства.

## Демографія
Демографічна структура станом на 31 березня 2011 року:
|          | Загалом | Допрацездатний вік | Працездатний вік | Постпрацездатний вік |
| -------- | ------- | ------------------ | ---------------- | -------------------- |
| Чоловіки | 138     | 27                 | 103              | 8                    |
| Жінки    | 126     | 23                 | 68               | 35                   |
| Разом    | 264     | 50                 | 171              | 43                   |